# Polarni dan
Polarni dan je obdobje okoli solsticija v polarnih območjih. Vsaj en dan polnočno sonce ne zaide pod obzorje. Tako je ves dan svetlo, razen majhnega polnočnega mraka na obrobju polarnih regij. Nasprotni pojav je polarna noč.
Polarni dan na severnem in južnem tečaju traja približno pol leta, na polarnem krogu pa le en dan. Ker trajanje časovnih intervalov med enakonočji ni enako, je arktični polarni dan nekaj dni daljši od antarktičnega.
Na geografskih tečajih na dan poletnega solsticija sonce kroži skoraj na konstantni višini, približno 23,5°, nad obzorjem. V naslednjih treh mesecih se po spiralni liniji počasi pomika navzdol proti obzorju. Sonce vzide in zaide enkrat letno, in sicer v času enakonočij. V tem prehodnem obdobju je sonce vidno le delno, ko se med vzhajanjem ali zahajanjem premika vzdolž obzorja. 
Zaradi astronomske refrakcije je pojav prisoten tudi zunaj polarnih območij.